# Conférence des Neuf Puissances
La conférence des Neuf Puissances, aussi appelée Conférence de Londres, est une conférence qui s'est déroulée à Londres du 23 septembre 1954 au 3 octobre 1954. Elle fut suivie par la conférence de Paris. Ces deux conférences furent suivies par la signature des accords de Paris qui restaurèrent la souveraineté (ouest-)allemande et permit l'adhésion de l'Allemagne à l'OTAN.

## Contexte
Depuis la fin de la Seconde Guerre mondiale, l'Allemagne de l'Ouest est occupée par les forces alliées et ne dispose pas de moyens de défense propres. Le 23 juillet 1952, la Communauté européenne du charbon et de l'acier fut créée après l'entrée en vigueur du traité l'instituant. Elle lia les États membres économiquement. Cependant, en 1951, la crainte d'une agression soviétique en Europe mena à la proposition d'une Communauté européenne de défense (CED) qui ne vit finalement pas le jour. Le traité général de 1952 voyait la CED comme un prérequis à la fin de l'occupation de l'Allemagne. Cependant, la CED fut rejetée par l'Assemblée nationale française et une nouvelle solution devint nécessaire.

## Participants
Les neuf participants étaient :
- l'Allemagne de l'Ouest, représentée par Konrad Adenauer ;
- la Belgique, représentée par Paul-Henri Spaak ;
- le Canada, représenté par Lester B. Pearson ;
- les États-Unis, représentés par John Foster Dulles ;
- la France, représentée par Pierre Mendès-France ;
- l'Italie, représentée par Gaetano Martino ;
- le Luxembourg, représenté par Joseph Bech ;
- les Pays-Bas, représentés par Jan Willem Beyen ; et
- le Royaume-Uni, représenté par Anthony Eden.

## Conclusions
La déclaration finale soulève plusieurs points.
Dans un premier lieu, les États-Unis, la France et le Royaume-Uni déclarent avoir pour objectif de mettre un terme à l'occupation de la République fédérale d'Allemagne dans les plus brefs délais et d'abolir, par conséquent, la Haute commission alliée. Dans l'attente de la mise en œuvre de cette déclaration, les gouvernements prévoient de déléguer progressivement les fonctions en question aux autorités allemandes.
Au sujet du traité de Bruxelles, les États estiment que celui-ci sera renforcé et adapté pour intégrer davantage la notion d'intégration européenne. En ce sens, trois axes sont définis :
1. l'envoi d'invitation à l'adhésion au traité (modifié pour mettre l'accent sur l'unité européenne) à l'Allemagne et l'Italie,
2. le renforcement des institutions du traité, dont le Conseil,
3. de nouvelles fonctions seront intégrées.

Enfin, les États-Unis, le Canada et le Royaume-Uni apportent la garantie que leurs forces resteront positionnées sur le continent.
Dans le cadre de l'OTAN, les États membres déclarent leur intention d'inviter la République fédérale d'Allemagne (RFA) à adhérer à l'organisation. 
La RFA joint une déclaration à l'acte final. Elle rappelle son soutien aux principes contenus dans la Charte des Nations unies, notamment l'article 2 sur l'interdiction du recours à la force.  Une déclaration similaire fut faite par les États-Unis, la France et le Royaume-Uni. Ils ajoutent :
- qu'ils considèrent la RFA comme étant le seul gouvernement allemand librement et légitimement constitué et, par conséquent, capable de représenter le peuple allemand dans les affaires internationales,
- qu'ils respecteront les principes de l'article 2 de la Charte des Nations unies dans leurs relations avec la RFA,
- que la pacification et unification de l'Allemagne restera l'un de leurs objectifs principaux,
- qu'ils continueront de défendre Berlin et d'y stationner des forces et qu'ils considèreront toute attaque contre la ville comme une attaque contre leurs propres forces armées et eux-mêmes.

## Sources
- (en) Cet article est partiellement ou en totalité issu de l’article de Wikipédia en anglais intitulé « London and Paris Conferences » (voir la liste des auteurs).